# Nicolaas-Perervinskiklooster
Het Nicolaas-Perervinskiklooster (Russisch: Николо-Перервинский монастырь) is een voormalig Russisch-orthodox klooster in het zuidelijke deel van Moskou. Het klooster is gewijd aan de heilige Nicolaas. 

## Geschiedenis
In de archieven wordt voor het eerst melding gemaakt van het klooster op de plaats in 1623, maar aangenomen wordt dat het klooster al ten minste een eeuw eerder bestond. De naam "Perervinski" werd afgeleid van het Russische werkwoord 'onderbreken' en wordt verklaard met het feit dat de Moskva op deze plek regelmatig van loop veranderde. Het klooster won in het midden van de 17e eeuw aan belang en groeide vooral tijdens de eeuwwisseling toen de patriarch het klooster als zomerresidentie verkoos en de Nicolaaskathedraal (1696-1700) liet bouwen. Op het terrein van het klooster werd in 1775 een theologisch seminarie geopend. De grote Kathedraal van de Moeder Gods van Iveron werd pas in de jaren 1904-1908 gebouwd. Architect van het in Byzantijnse stijl opgetrokken gebouw was Pjotr Vinogradov. Het klooster werd in 1920 gesloten, op het terrein werd een speelgoedfabriek gevestigd en de kerken werden gedeeltelijk vernield. In de jaren 90 werden de haveloze gebouwen teruggegeven aan de Russisch-orthodoxe Kerk en werd het complex gerestaureerd. Hervatting van erediensten vond plaats in 1991. 

## Kerken

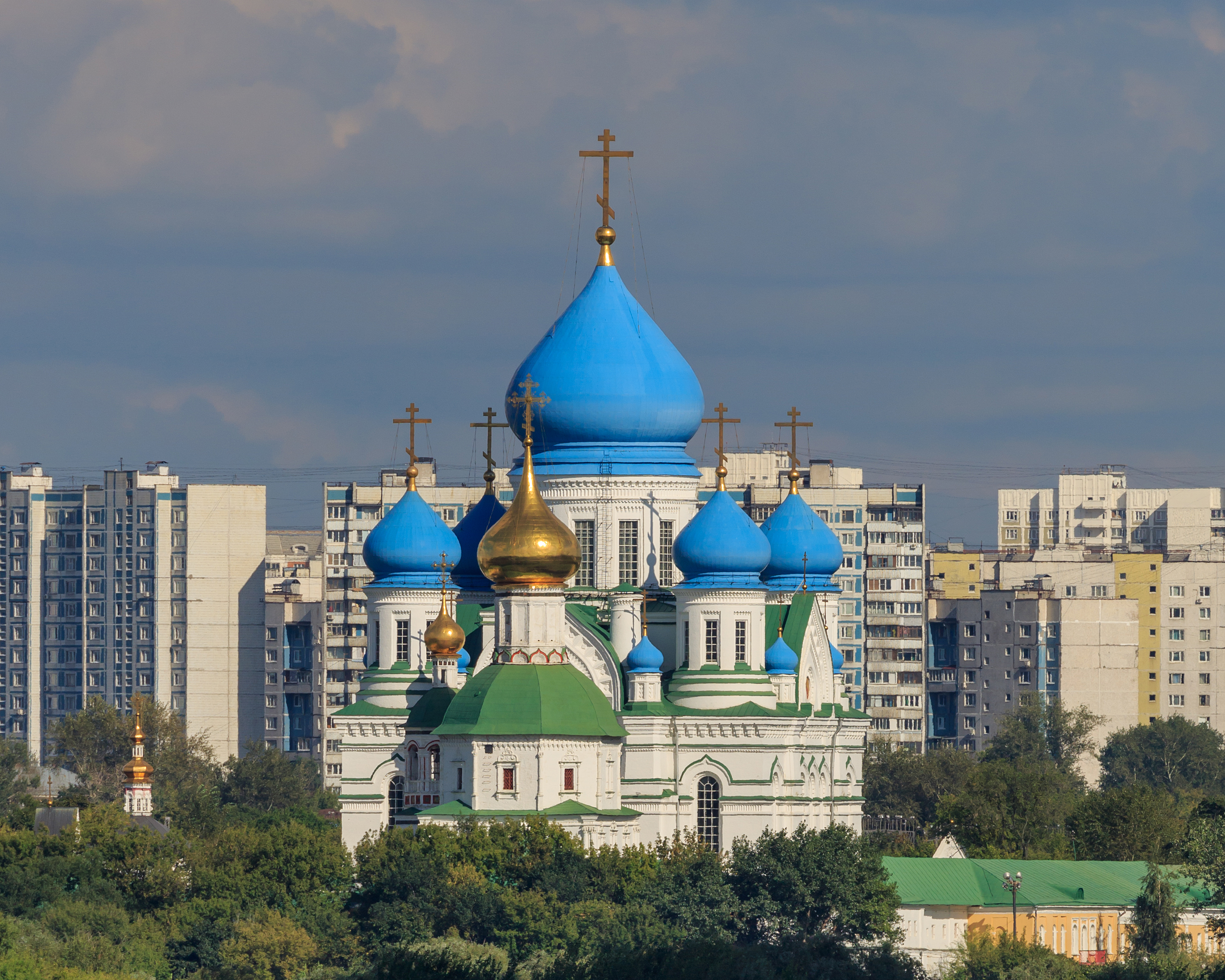
Kathedraal van de Moeder Gods van Iveron (bouwjaar 1904-1908)
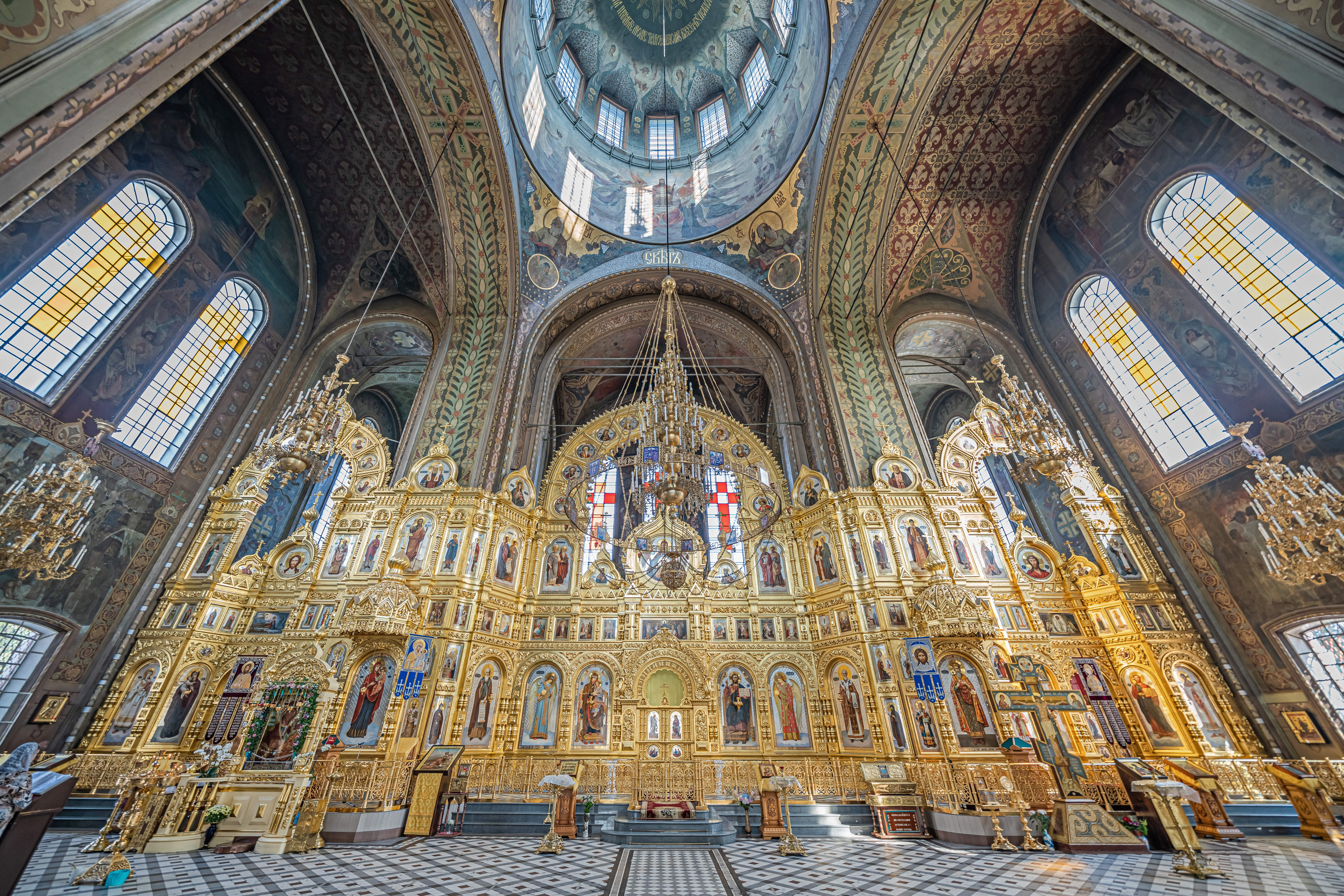
Kathedraal van heilige Nicolaas (bouwjaar 1696-1700)
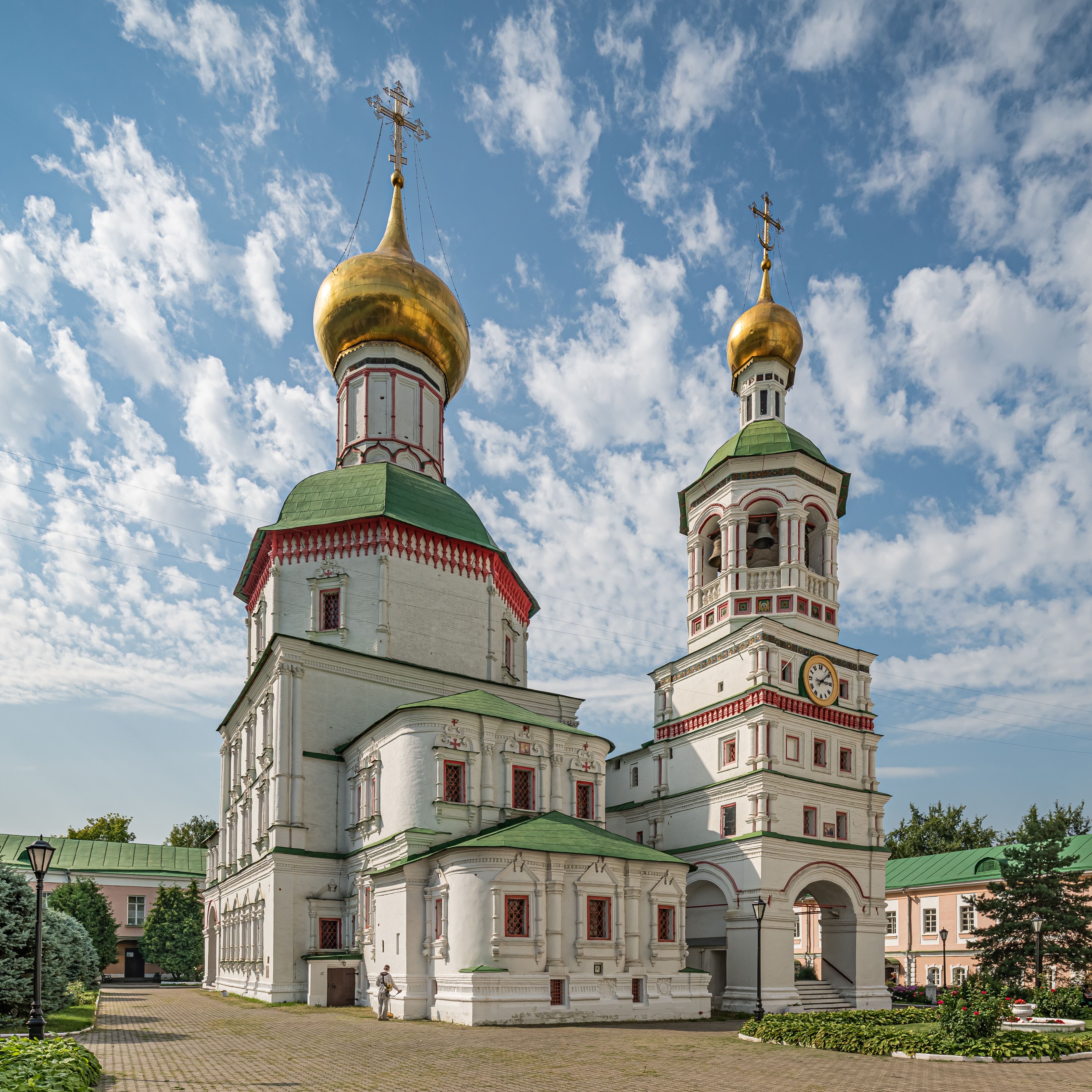
Kerk van de rechtvaardige Nicodemus (1870, vernietigd)
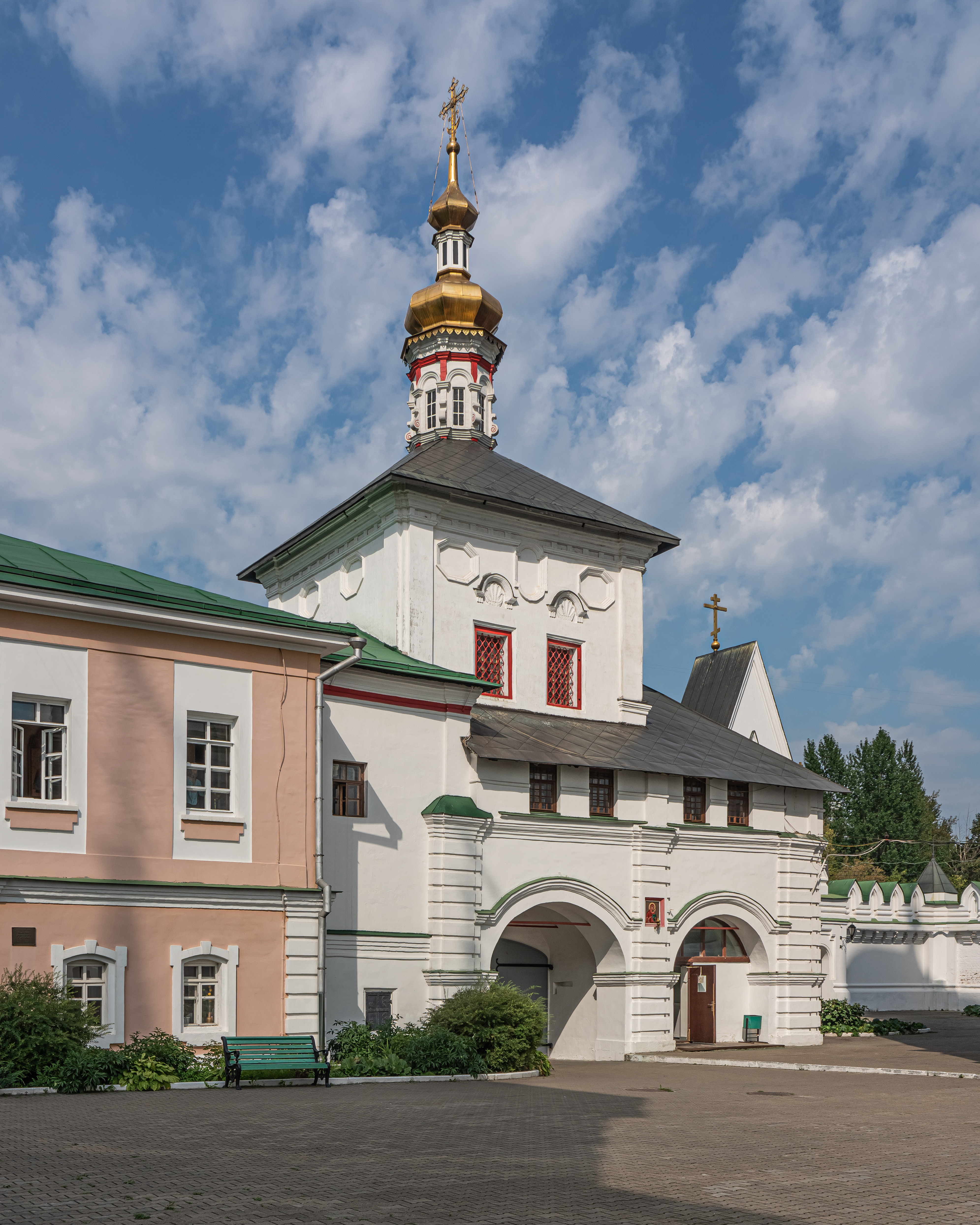
Poortkerk van het Tolga icoon van de Moeder Gods (1733-1735)